# Dorotea Gonzaga
Dorotea Gonzaga (Mantua, 6 de diciembre de 1449 - ibid., 20 de abril de 1467) fue una noble italiana, instrumento de la política exterior de Mantua y Milán.
Hija de los marqueses de Mantua, en su niñez fue prometida en matrimonio al príncipe milanés Galeazzo Maria Sforza por conveniencias políticas; por los mismos motivos, en su adolescencia el duque de Milán Francesco Sforza maquinó una intriga sobre un posible defecto físico para deshacer el compromiso.  
Murió antes de la mayoría de edad sin haberse celebrado la boda.

## Biografía

### Familia
Nacida en el seno de la familia Gonzaga, Dorotea fue el quinto hijo y segunda fémina del marqués de Mantua Ludovico III Gonzaga y de su esposa Bárbara de Brandeburgo.  
Tuvo varios hermanos: Federico, Francesco, Gianfrancesco, Susana, Rodolfo, Bárbara, Ludovico y Paola, sin contar los que murieron en la infancia y los que su padre tuvo con otras mujeres.

### Compromiso de matrimonio
Su relevancia en la Historia se basa en las alianzas políticas tejidas en torno a su persona, en las que nunca tuvo participación ni poder de decisión:   

Figura dócil y silenciosa, pasó su vida en Mantua en una tranquila cotidianeidad con sus hermanos.

Sforza de Milán.

Gonzaga de Mantua.

En 1450 el duque de Milán Francesco Sforza y el marqués de Mantua Ludovico Gonzaga firmaron un acuerdo en el que el primero contrataba al segundo una condotta para la defensa de sus estados, y en el tratado se acordó también establecer una alianza matrimonial entre los Sforza y los Gonzaga con el compromiso de boda de Galeazzo Maria Sforza con Susana Gonzaga, que en la fecha eran solo unos niños.  
El acuerdo fue ratificado en 1454, pero con el paso de los años se descubrió que Susana era jorobada, y en virtud de una cláusula recogida en las capitulaciones matrimoniales, en 1457 su hermana Dorotea la sustituyó en los planes de boda, previa dispensa de Calixto III.
Galeazzo y Dorotea se encontraron varias veces: en 1458 durante quince días en Cremona en la boda de Gabriela Sforza y Corrado da Fogliano, en 1461 cuando Galeazzo acudió a una partida de caza en Módena y en 1463 en la boda de Federico Gonzaga con Margarita de Baviera, y la posterior relación epistolar entre ambos fue cordial y apasionada durante su adolescencia. 

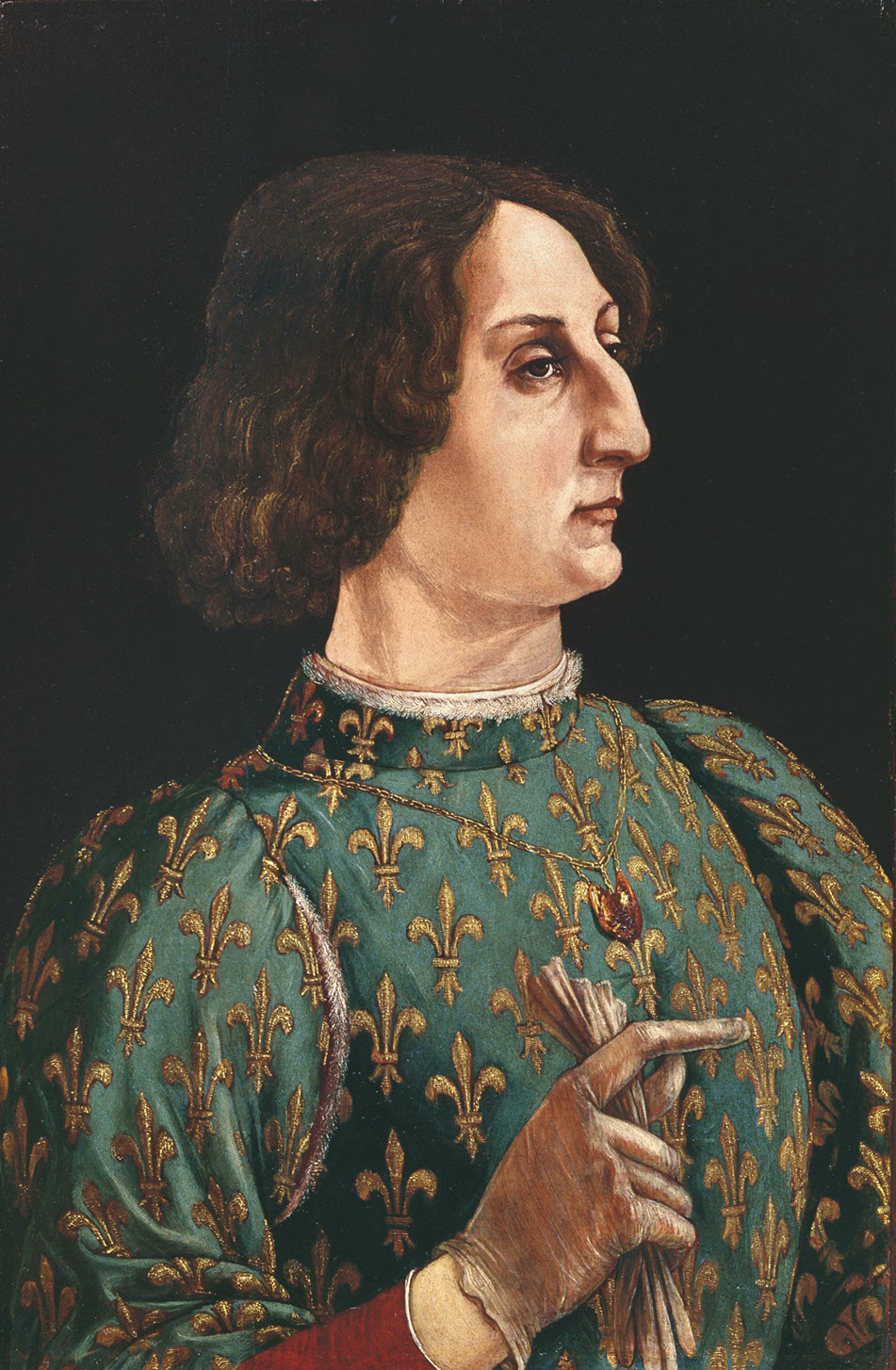
Galeazzo Maria Sforza.

Pero cuando la novia se acercaba a la edad en que debía formalizarse la boda (los catorce años), las circunstancias geopolíticas que habían determinado su compromiso habían cambiado: tras la Paz de Lodi la amenaza militar de Venecia contra Milán había disminuido considerablemente, haciendo innecesaria la alianza milanesa con Mantua, y el duque Francesco Sforza había progresado lo suficiente como para pretender un matrimonio de más alto rango, apuntando a emparentar con la casa real de Francia.  
Francesco Sforza puso como condición previa a la boda que Dorotea fuera sometida a un reconocimiento médico por dos doctores milaneses que debían verificar que estaba libre de defectos físicos como los que aquejaron a Susana, pero la propuesta fue contundentemente rechazada por la familia de la novia, que en la humillación de hacerla examinar desnuda veía una ofensa a su honor. La intención real de Sforza era otra: la muchacha había sido vista repetidas veces «a pie, a caballo, en mantilla y en camisa» y su buen estado de salud era indudable; el examen médico era solo una excusa para provocar a los Gonzaga a deshacer el contrato matrimonial estipulado y así liberar del compromiso a Galeazzo, cuyo matrimonio con Bona de Saboya, hermana del duque de Saboya Amadeo IX y por tanto cuñada del rey Luis XI de Francia, se venía tratando con la corte francesa desde hacía varios años.  
En 1465 la madre de Galeazzo, Bianca Maria Visconti, se entrevistó con la de Dorotea para intentar componer el casamiento. Bianca Maria estaba dispuesta a favorecer la boda y mantenía con Bárbara una relación amistosa, pero obligada por la lealtad a su marido mantuvo la exigencia del reconocimiento médico de la novia. El marqués Ludovico se negó definitivamente, y como contrapartida reclamó las pagas atrasadas que Milán le debía por su condotta; el duque Francesco alegó no tener dinero para satisfacer sus demandas, y las relaciones entre ambas cortes quedaron interrumpidas. 

Italia en el s. XV.

Tras la muerte de Francesco Sforza en 1466 y su sucesión en el ducado por Galeazzo, la República de Venecia movilizó las tropas de Bartolomeo Colleoni en actitud claramente belicosa hacia Milán. Con la amenaza veneciana pendiendo nuevamente sobre su territorio, Galeazzo consideró que por razón de estado le era más conveniente casarse en Mantua que en Francia, y los planes de boda con Dorotea se reanudaron favorablemente, pero antes de que se celebrara la ceremonia, en abril de 1467 Dorotea murió de fiebres a los diecisiete años, probablemente malaria.
Algunos historiadores relataron que Dorotea había sido envenenada por orden de Galeazzo después de que éste intentara conseguir de Paulo II la dispensa para disolver el compromiso, pero otros lo ponen en duda alegando que no hay noticias fiables a este respecto.